# Evecliptopera insurgens
Evecliptopera insurgens är en fjärilsart som beskrevs av Louis Beethoven Prout 1930. Evecliptopera insurgens ingår i släktet Evecliptopera och familjen mätare. Inga underarter finns listade i Catalogue of Life.